# Platja de Cobijero
La Platja de Cobijeru, és una platja interior de la localitat de Buelna, en el concejo asturià de Llanes. Està situada dins del Monument Natural conegut amb el nom de Complex de Cobijeru. Aquest Complex, comprèn una extensió de 8,73 hectàrees, va ser declarat pel Decret 140/2001 Monument Natural el 5 de desembre de 2001 i inclòs en el Paisatge Protegit de la Costa Oriental d'Astúries.

## Descripció
Situat a tres quilòmetres a l'oest de la localitat de Buelna, el Complex, considerat una singularitat geomorfològica del litoral de Llanes, està format per:
- La depressió de substrat calcari en la qual està situada la platja de Cobijeru, també coneguda com a platja de Las  Acacias. Presenta unes reduïdes dimensions, té la particularitat d'estar aïllada de la costa, connectant amb el mar a través d'una esquerda de desenes de metres, estant la platja subjecta a marees i onatge.

Pel nord, la platja està separada de la costa per un ressalt rocós erosionat que dona lloc a: banda a un arc de pedra, al que es diu “Salto del Caballo”, i per un altre a l'obertura d'un bufó.
Pel sud, desguassa un petit rierol que té el seu llit excavat en pedra calcària. El rierol presenta un baix cabal, però en ocasions puntuals pot augmentar considerablement, causant destrosses en formació sorrenca produïda per l'onatge. Aquest desguàs constitueix un entorn similar a un estuari.
- La depressió que es coneix com a platja de El Molín. S'assembla molt a la platja de Cobijeru però el seu sòl és fangoso, amb vegetació. A més en ell existeix un antic molí de marea, de origen romà.[2] Ambdues platges s'han format en dues dolines properes a la línia costanera amb sengles galeries subterrànies que comuniquen el fons de la dolina amb el mar, fet que explica l'entrada d'aigua en la marea alta.
- La cova de Cobijeru, d'origen càrstic, situada a l'oest de l'anterior platja de El Molín. En el seu interior es poden observar estalactites i estalagmites, així com sediments fangosos.
- L'entorn d'ambdues depressions càrstiques, que en presentar les calcàries del substrat diferents capes de dipòsits quaternaris, s'ha donat lloc a un sòl fèrtil que fa dona lloc a una esplèndida vegetació amb praderías i fins i tot terres òptimes per a llaurar.
- El penya-segat que pel nord separa la línia costanera.